# AJ Bear
Aaron J. Bear detto AJ (Sydney, 2 febbraio 1977) è un ex sciatore alpino australiano.

## Biografia
Bear, attivo dall'agosto del 1994, in Australia New Zealand Cup conquistò la prima vittoria, nonché primo podio, il 18 agosto 1997 a Thredbo in slalom gigante ed esordì in Coppa del Mondo il 4 dicembre dello stesso anno a Beaver Creek in discesa libera, senza completare la prova; il 18 agosto 1998 conquistò la seconda e ultima vittoria in Australia New Zealand Cup, a Mount Hutt in slalom gigante, e ai successivi Mondiali di Vail/Beaver Creek 1999, sua prima presenza iridata, si classificò 22º nella discesa libera, 25º nel supergigante, 15º nella combinata e non completò lo slalom gigante. 
Ai Mondiali di Sankt Anton am Arlberg 2001, sua ultima presenza iridata, si piazzò 32º nel supergigante, 24º nello slalom gigante e non completò la discesa libera; nello stesso anno conquistò l'ultimo podio in Australia New Zealand Cup, il 7 settembre a Thredbo in slalom gigante (2º), e ai successivi  XIX Giochi olimpici invernali di Salt Lake City 2002, sua prima presenza olimpica, si classificò 37º nella discesa libera e non completò il supergigante e la combinata.
In Coppa del Mondo ottenne il miglior piazzamento i il 17 dicembre 2005 in Val Gardena in discesa libera (17º) e prese per l'ultima volta il via il 29 gennaio 2006 a Garmisch-Partenkirchen in supergigante, senza completare la prova; nel mese seguente ai XX Giochi olimpici invernali di Torino 2006 non completò il supergigante, ultima gara della sua carriera.

## Palmarès

### Coppa del Mondo
- Miglior piazzamento in classifica generale: 116º nel 2003

### Nor-Am Cup
- Miglior piazzamento in classifica generale: 37º nel 2001
- 2 podi:
  - 1 secondo posto
  - 1 terzo posto

### Australia New Zealand Cup
- Miglior piazzamento in classifica generale: 4º nel 1999
- Vincitore della classifica di slalom gigante nel 1999
- 5 podi:
  - 2 vittorie
  - 3 secondi posti

#### Australia New Zealand Cup - vittorie
| Data           | Località   | Paese         | Specialità |
| -------------- | ---------- | ------------- | ---------- |
| 18 agosto 1997 | Thredbo    | Australia     | GS         |
| 18 agosto 1998 | Mount Hutt | Nuova Zelanda | GS         |

Legenda:

GS = slalom gigante

### Campionati australiani
- 6 medaglie:
  - 4 ori (slalom gigante nel 1997; slalom gigante nel 1998; slalom gigante nel 2001; slalom gigante nel 2002)
  - 1 argento (slalom speciale nel 1998)
  - 1 bronzo (slalom speciale nel 1996)